# Coca de patata

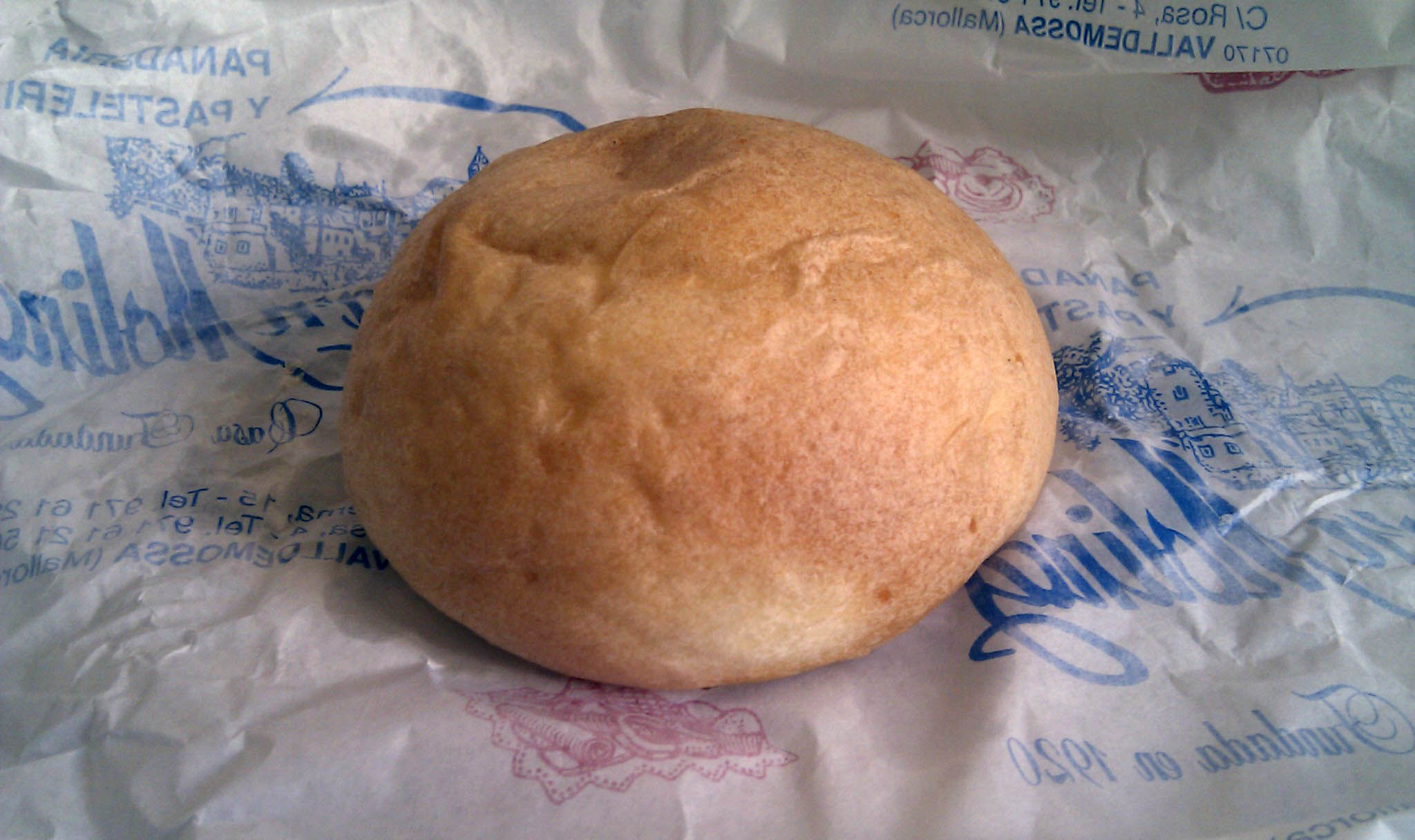
Coca de patata.

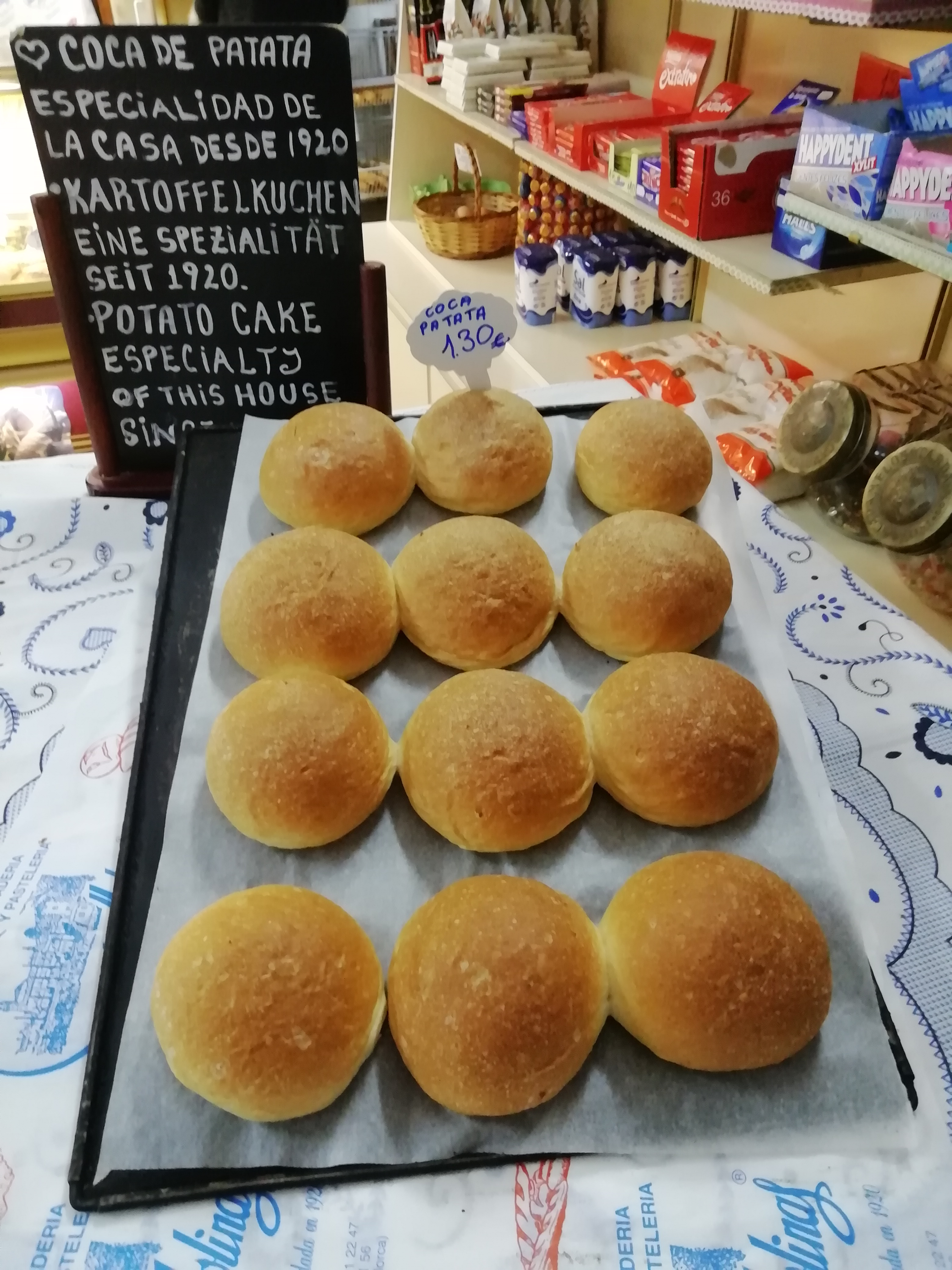
Cocas de patata de Valldemosa.

La coca de patata es una coca dulce típica de Mallorca, especialmente popular en las fiestas de Valldemosa.
Se prepara con patata, huevo, azúcar y grasa para el molde. Hay formas de prepararla que incluyen harina y levadura. También puede llevar melocotones en almíbar encima. Tras sacarla del horno hay que dejarla reposar un rato antes de comerla. Puede aromatizarse con canela en polvo.